# Koljeno
Koljeno (en serbe cyrillique : Кољено) est un village du nord-est du Monténégro, dans la municipalité de Rožaje.

## Démographie

### Évolution historique de la population
| 1948 | 1953 | 1961 | 1971 | 1981 | 1991 | 2003 |
| ---- | ---- | ---- | ---- | ---- | ---- | ---- |
| 290  | 351  | 432  | 404  | 489  | 599  | 630  |